# Oxycercus peruvianus
Oxycercus peruvianus är en kackerlacksart som beskrevs av Bolívar 1881. Oxycercus peruvianus ingår i släktet Oxycercus och familjen jättekackerlackor.
Artens utbredningsområde är Peru. Inga underarter finns listade i Catalogue of Life.